# Bami (Sevilla)
Bami es un barrio englobado en el distrito Sur (también conocido como distrito V) de Sevilla (España), que tiene una población de 4035 habitantes. En él se encuentra el Hospital Universitario Virgen del Rocío y las dependencias de la Clínica Sagrado Corazón. De hecho, fue la construcción del enorme y prestigioso hospital (comenzada en 1950 y finalizada en 1955) la que impulsó la creación del barrio.
Bami tiene forma trapezoidal, delineado por las calles Torcuato Luca de Tena (antigua Marqués de Luca de Tena) y el barrio de Tabladilla por el norte, Avenida de su Eminencia por el sur; la vía del tren de cercanías le separa de las tres mil viviendas por el este; y por el oeste, por la Avenida de Manuel Siurot.

## Etimología
El nombre del barrio, proviene de la inmobiliaria Bami, la cual debe su nombre al Banco Mercantil e Industrial, en acrónimo BAMI, absorbido por el Banco Central Hispano. Recientemente la citada inmobiliaria Bami se ha fusionado con Metrovacesa.
Los nombres de las calles en su mayoría son tomados de castillos que, en su momento, pertenecieron al cabildo de Sevilla, a excepción de algunas como por ejemplo la calle Bami y la calle Rafael Salgado.

## Equipamientos
El barrio cuenta con diversas instalaciones educativas y deportivas. Entre ellas destaca una pista polideportiva de uso comunitario, popularmente conocida como El Poli. En cuanto a centros educativos, dispone de un Centro de Educación Infantil y Primaria (CEIP) público, el CEIP Almotamid, así como dos centros concertados: el colegio Bienaventurada Virgen María, conocido como "Irlandesas", y el colegio María Madre de la Iglesia. Además, se encuentra el Centro de Educación Infantil "El Oliver", dedicado a la primera etapa educativa.
Uno de los edificios más emblemáticos de Bami es la conocida "Torreta", situada en la calle Castillo de Alcalá de Guadaíra número 17. Esta construcción se distingue por su diseño segmentado y su característica mezcla de ladrillo visto con franjas de color vainilla. El edificio cuenta con dos alas diferenciadas: la oeste, compuesta por los bloques A y B, con trece plantas, y la este, formada por los bloques C y D (antiguamente denominados C1 y C2), con once plantas.
La urbanización más representativa del barrio es "Bami Sur", un conjunto residencial compuesto por cuatro bloques de edificios. Todas las edificaciones de esta urbanización disponen de piscina y zonas ajardinadas, lo que contribuye a la calidad de vida de sus residentes.

## Problemas del barrio
El principal problema del barrio siempre ha sido la carencia de aparcamientos, hecho que se ve agravado por la existencia de los hospitales, al convertirse el barrio en el aparcamiento del hospital y de las clínicas privadas de la zona. Esta situación la padecen los vecinos desde hace años, sin que la inauguración de un aparcamiento subterráneo bajo la nueva recepción y archivos del hospital el 15 de abril de 2003, consiga paliarlo. Está en fase de construcción un gran aparcamiento subterráneo frente al citado número 17 de la calle Castillo de Alcalá de Guadaíra que se espera palíe este problema.
El hecho de ser de facto el aparcamiento de los hospitales, hace que abunden los aparcacoches, tanto legales (Vobis) como ilegales (gorrillas).
Con el establecimiento de zona azul en el barrio, se ha reducido la actividad de los aparcacoches solo a los horarios que la zona azul no está operativa.